# RWBY
《RWBY》（英語：RWBY，音同Ruby）是一部由美國公雞牙齒工作室製作並運用2.5D動畫技術的網路動畫，由動畫師蒙提·歐伍創作並導演。首集於2013年7月5日在公雞牙齒Expo首映，並於7月18日正式由網路公開播放。
2014年，公鸡牙齿工作室正式宣布授权给日本华纳兄弟公司在日本的播放权，并于2015年11月推出日语配音的DVD与BD版本，2017年7月TOKYO MX播出由第1-3季组成的特别编集版，使之成为首个由美国创作的动漫登陆日本动漫市场的案例。
作品名稱《RWBY》取自四位女主角名字的首字母：Ruby、Weiss、Blake和Yang，其發音和女主角Ruby相同。

## 劇情大綱
本作的背景設定在具有高科技和超自然力量的樹𣎴子世界，此世界觀有四個「王國」以及王國外的無國家地區，角色則為人類和弗納人，並存在這名為戮獸的怪獸；樹𣎴子的科技主要是以名為塵晶的物質來運作，元氣與塵晶亦作為人類對抗戮獸的方式，元氣同樣是本作中絕大多數角色進行戰鬥所必需的能力。

### 第一季
主角Ruby因阻止一場塵晶搶劫案，引來信標學院校長Ozpin的關注，隨後決定跳級錄取Ruby。Ruby因此和姐姐Yang同時進入信標學院就讀。經過一系列的開學測驗後，Ruby和雪倪塵晶公司繼承人Weiss、沉默寡言的Blake以及Yang組成了RWBY小隊，并由Ruby擔任隊長。初識的朋友Jaune、Pyrrha、Nora及Ren則組成了JNPR隊，隊長由Jaune擔任。開學後，Weiss與Ruby化解擔任隊長一事的心結，Jaune也因Pyrrha的幫助而脫離同學的霸凌。在維特節的慶典預備中Ruby结识了Penny，而Blake因Weiss對弗納人的歧視言論不滿而引發口角，意外暴露自己的弗納人身份後随即逃離。但仍然與新認識的弗納人Sun和隨後趕到的Ruby和Penny等人，一同阻止反派Roman與弗納人极端組織白牙的合作，並與Weiss和好如初。

### 第二季
第二學期Sun和Neptune以及其他交換學生訪問信標學院，反派Cinder則帶領Emerald和Mercury則借此潛入學校。RWBY小隊等人外出打探白牙組織等敵人的消息，途中得知阿特拉斯王國軍隊進駐信標學院以維護維特節的秩序，以及Ruby得知好友Penny為阿特拉斯王國製造的機器人；最终RWBY小隊破壞了由反派Roman參與的白牙組織集會活動。Cinder等人则在学院中活动频繁，Cinder更是於信標學院舉辦派對時侵入通信塔並植入駭客程式。在課外任務中RWBY小隊在Oobleck教授的帶領下進入幽谷山脉的廢棄城市調查，意外發現Roman和白牙藏匿在廢墟下的地底城市，企圖以安放在列車上的炸彈將連接至其他城市的地下隧道炸開，引導戮獸通過隧道進入城市。RWBY小隊和Oobleck教授試圖阻止，但因為與白牙成員的激戰而未能阻止列車，使得戮獸侵入城内並造成混亂；事件以RWBY小隊得到信標學院師生和阿特拉斯王國軍隊的支援，成功消滅戮獸以及Roman被逮捕而告終。此事使維爾王國議會決定由Ironwood將軍接手維特節事務，並準備彈劾Ozpin的校長職務。

### 第三季
在向全體樹𣎴子世界轉播的維特節錦標賽中，RWBY小隊、JNPR小隊以及SSSN小隊皆晉級決賽，而反派Cinder等人也喬裝晉級並透過駭客程式操控比賽系統。Ruby和Yang的叔叔Qrow以及Weiss的姊姊Winter各自來到信標學院，並在與Ozpin、Glynda及Ironwood將軍的會談中，得知潛藏在此的敵人也是重傷秋季聖女的始作傭者。Weiss在姐姐Winter的開導下，進一步練習使用召喚陣。Pyrrha因Ozpin所提到的四季聖女以及自己的責任，被迫在自己的生命和樹𣎴子世界的利益之間選擇。
錦標賽決賽時，Cinder等人利用幻術接連在錦標賽制造意外，使得信標學院瀰漫不安情緒，而比賽中Penny被意外解體更是導致不安情緒爆發，引来大量戮獸以及白牙成員攻入學院和維爾市，最終令二者全數陷落，而一切混亂都被實況轉播給全體樹𣎴子世界。過程中，Blake被前同伴Adam擊倒，Yang亦被其斬斷右臂；Ozpin對戰獲得全部秋季聖女之力的Cinder後生死不明，Pyrrha與Cinder展開戰鬥卻因靈氣耗盡而反遭殺害，目睹此景的Ruby，雙眼突然釋放出耀眼的光芒，隨後失去意識。
Ruby在家中醒來，從叔叔Qrow口中得知銀瞳傳說以及敵人將前往密斯特拉王國轉移的陰謀。RWBY小隊中，Weiss被父親Jacques強行帶回阿特拉斯王國、Blake不告而別，Yang則因失去右臂和Blake離去而大受打擊後陷入消沉。幾個月過後休養好的Ruby不告離家，並與JNPR的殘餘隊員們前往位於密斯特拉王國的避風港學院，Qrow則帶著Ozpin留下的手杖尾隨其後。

### 第四季
本季具有六條故事線，分別描述四位主角和名叫Oscar的農家男孩、以及Salem陣營：
- Ruby的故事線：Ruby與Jaune、Ren和Nora暫時組成RJNR小隊，前往密斯特拉王國。Qrow為保護一行人，遭Salem陣營的弗納人Tyrian劃傷而身受巨毒[21]。眾人帶著瀕死的Qrow四處尋找村鎮求醫[22]，途中來到Ren與Nora故鄉黑百合鎮，一行人成功斬殺當年摧毀故鄉的戮獸海人马，隨後察覺騷動而來的飛船將RJNR小隊與Qrow接回到密斯特拉王國，Qrow因此得救並康復。一行人將前往避風港學院，面見校長Leonardo以防備Salem陣營的襲擊。[23]
- Weiss的故事線：Weiss被帶回阿特拉斯王國後，被父親禁足並失去雪倪塵晶公司繼承人的資格。Ironwood將軍得知密斯特拉王國正處於敵人威脅之下，有大批的塵晶與武器正持續交易中，而避風港學院校長Leonardo可能無法阻止這些威脅。Ironwood將軍實施了閉關政策，出入境皆需要得到國會的允許，意味著若無Ironwood將軍的許可，雪倪塵晶公司的塵晶貿易事業將會被暫停。Weiss在禁足期間奮發訓練，成功掌握召喚陣後，在管家Klein的幫助下，離家出走前往密斯特拉王國並尋找姐姐Winter。
- Blake的故事線：Blake不告而別後搭上前往家鄉困獸洲的客船，返回家鄉困獸洲的海上航行途中，與一路跟蹤而來的Sun聯手對抗一隻水生型戮獸后，兩人順利抵達在困獸洲的Blake家中。Blake的父親為前任白牙組織首領，还不知道白牙組織參與了針對信標學院所發起的恐怖攻擊。Blake說出實情，但白牙組織的使節佯稱Adam的派系不代表白牙主流。之後Blake和Sun發現有人監視，隨後兩人追蹤並與監視者發生戰鬥，在監視者的卷轴中得知Adam準備要在避風港學院進行恐怖襲擊，令Blake下定決心要「奪回」白牙。
- Yang的故事線：Yang在家中不斷消沉，但在父親Taiyang和學院教授們鼓舞下，重新振作後戴上Ironwood將軍送來的機械義肢。並在父親Taiyang的教導後，戰鬥方式比以往更加謹慎理智，不再單純只靠外像力挨打後反擊[24]。季末，騎乘機車前往密斯特拉王國尋找Ruby與母親Raven的下落[23]。
- Oscar的故事線：平凡的密斯特拉王國農家男孩Oscar，被Ozpin的靈魂附身，并在Ozpin說服下前往密斯特拉市，雖然途中遇到了Salem陣營的成員Hazel，但最後還是成功抵達密斯特拉王國並和Qrow會面。
- Salem陣營的故事線：成為秋季聖女後卻被Ruby的銀瞳所重創的Cinder，失去左眼及左手，甚至無法正常發聲，便被Salem命令留在其身邊接受治療和訓練[25]。弗納人Tyrian绑架Ruby的任務失敗，反被Ruby切斷蠍尾後重傷歸來[23]。

### 第五季
避风学院的校长Leonardo暗中听命于反派头目Salem，并以人手不足为理由並婉拒了提出协助要求的Qrow和Ruby等人，Qrow等人只得寻找当地猎人协助，却发现当地猎人竟大量失踪。Weiss所搭乘的運輸機遭戮獸襲擊而墜毀，後被Raven的布兰温部落所俘虜，但却意外地与前来寻找Raven的Yang重逢，而Yang來到這裡是想讓母親Raven使用外像力將其送到Ruby那裡。至此Ruby、Weiss和Yang得以重聚，但后者仍对Blake离开她们感到不安。随后，Cinder和Watts与声称窝藏着春之少女的Raven达成交易，由Cinder和Raven合作打开避风学院金库以取得知识圣物。Adam篡权并杀死原白牙组织领导者Khan，而在困獸洲，Blake希望说服曾经的弗纳人朋友Ilia脱离白牙组织，尽管Ilia参与了白牙组织对其家人发动的袭击，最终Blake与Sun以及被成功说服的Ilia一同阻止了白牙组织发动的袭击。在避风学院之战中，Weiss被Cinder的长矛刺伤，但Jayne解开了Cinder的神格并治愈了Weiss。Raven则因Cinder企图独吞春之少女力量的行为，而意外被揭露出是春之少女，令Raven和Cinder展开激烈的战斗，结果Cinder遭冰冻并被打入深渊。Raven虽然打开了金库，但却遭到了Yang的质问，令Raven未能如愿带走聖物，并将圣物留给了Yang。在这一过程中，Blake和来自困獸洲的弗纳人来到避风学院，与Adam作战并迫使其逃亡。團聚的RWBY小隊和Qrow、Sun等人最終阻止Salem陣營奪走聖物，並準備動身前往阿特拉斯王國。

### 第六季
在前往阿特拉斯王國的途中，知識聖物中的精靈Jinn訴說了神離開前的時代，得知Ozpin的過去以及關於Salem的真相。

### 第七季
前往阿特拉斯王國後，眾人感到異樣。突如其來的災難令曼特城幾近癱瘓，RWBY小隊亦陷入苦戰。

### 第八季
Penny變身成血肉之驅後，被Cinder所重傷，為了製造轉機，Penny請求同伴殺死自己，冬之力量寄宿在Weiss的姐姐Winter體內。
戰鬥結束後，RWBY小隊盡數陷落於異空間中。

### 第九季
RWBY小隊與Jaune墜落到了Ever After世界，在歷經冒險後得到了成長，並最終回到了真空王國。

## 登場人物

RWBY所代表的四位主角

據本動畫導演蒙提·歐伍表示，本作角色幾乎都遵從這被稱為「色彩命名法（Color Naming Rule，CNR）」的規則命名，即角色名字能和某個特定顏色相關連，此外獵人隊伍的成員名字首字母組合也能夠得出某個特定顏色。
露比·蘿絲
配音：Lindsay Jones（美國）；早見沙織（日本）
角色原型是小紅帽，名字取自紅寶石，代表色是紅色，為Yang同父異母的妹妹。故事開始時為15歲，因跳級就讀較其他信標學院的同學年幼。
外像力為化身為一團玫瑰花瓣進行高速移動的花瓣爆裂，以及砍殺戮獸時也能令其化為玫瑰花瓣消散。武器為新月玫瑰，是一把能夠變形成反器材步槍的鐮刀，能夠利用其射擊槍彈產生的反作用力進行推進。
懷絲·雪倪（又译：魏丝·雪倪）
配音：Kara Eberle（美國）；日笠陽子（日本）
角色原型是白雪公主，名字取自「白雪」的德語，代表色是白色，左撇子。雪倪塵晶公司的繼承人，雪倪家次女。
外像力為雕紋，能施展各種法陣進行攻防，最初只有吸力和斥力及時間加速，之後Weiss的雕紋能夠召喚出替身進行戰鬥。武器是名為柳葉白菀的銀白色護手細劍，其護手部位有能夠裝填塵晶的轉輪手槍彈巢結構，能夠根據用途裝填不同的塵晶使用。
布蕾克·貝拉多娜
配音：Arryn Zech（美國）；嵨村侑（日本）
角色原型是美女與野獸中的貝兒，名字源自古英語的「黑色」和顛茄的英文俗名，代表色是黑色。拥有一對貓耳的弗納人，個性沉默寡言，帶有貓的習氣，喜歡魚類料理且不喜歡狗。曾是白牙組織的成員，父親Ghira則是前任白牙組織領導者及困獸洲首領。
外像力是產生短暫的殘影。武器是名為躍影飛綾的武士刀，其刀身可折疊，板狀的刀鞘同時也身兼第二把刀，劍柄本體是一把手槍，並附有鎖鏈模式，能夠在刀身摺疊時以可伸縮的彈性緞帶甩動進行攻擊或移動。
陽·小龍
配音：Barbara Dunkelman（美國）；小清水亞美（日本）
角色原型是金髮女孩與三隻熊中的Goldilocks，姓氏來源於李小龍，名字取自中文的「陽」字，代表色是黃色。Ruby同父異母的姐姐，年幼时母亲Raven因不明原因离家出走。
外像力激燃是將遭受打擊時所吸納的能量強化戰鬥力並用於反擊，發動能力時原本紫羅蘭色的虹膜會變成紅色，同時頭髮會開始冒出熾白的火光。武器為灰燼天堂，是一對能射擊爆裂性霰彈的金黃色護腕拳套，平時可以縮小成手環。由於右手被斬斷而以義肢上的小型火砲代替。第七季之後，義肢改為類似灰燼天堂的火炮內嵌式護甲。

## 背景設定

### 世界觀
RWBY的世界觀構建在樹𣎴子世界中，這是一個類似於現實世界但充滿著超自然力量的世界。樹𣎴子世界分為四塊主要大陸，分別為地圖中部與西部的桑努斯大陸、北部的索利塔斯大陸、東部的阿尼瑪大陸和位於東南部的小片陸地困獸洲。
其中有這四個王國，分別為：
- 王國（Vale）：意為「溪谷」，位於桑努斯大陸東端地圖正中，氣候宜人且具天然屏障，也是RWBY小隊等人故事的起點，隨著信標學院的落陷後，失去了對外界的聯繫，之後議會通過的空航禁令，禁止所有除以撤退為目的的空中交通，後來該國被企圖尋找遺物的Salem摧毀，而人民被轉移至瓦奇歐王國。
- 密斯特拉王國（Mistral）：意為「寒風」，位於地圖東部的阿尼瑪大陸，擁有四大王國中最大的領土，也擁有樹𣎴子世界規模最大的黑市交易。此王國因民間有高度的社交風氣，在時尚、藝術和戲劇方面的貢獻頗多。
- 阿特拉斯王國（Atlas）：意為「擎天」[注 8]，位於地圖北部的索利塔斯大陸，氣候嚴寒。在偉大戰爭爆發前名為曼特王國（Mantle）[注 9]，戰時在塵晶的研究與開採方面頗有成就，戰後將被用於戰爭用途的塵晶科技用來發展位於阿特拉斯市的學院，自此首都從曼特市改為飄浮在空中的阿特拉斯市，曼特王國改名為阿特拉斯王國。此王國以其軍事特質及科技發達聞名，現已滅國，而人民被轉移至瓦奇歐王國。
- 瓦奇歐王國（Vacuo）：意為「真空」[注 10]，位於桑努斯大陸西端地圖西部。此王國原本具有豐富的天然資源，如史上最龐大的塵晶礦脈和自然資源等，卻也因此招致其他王國的覬覦，如今王國的生態環境因過度開發而耗竭。境內的遮陽學院為國民所公認的秩序之源，地位甚至高過政府。

四大王國之外遊牧民族或小村落組成的無國家地區並不鮮見，而這些村落和民眾面臨著隨時遭戮獸摧毀的風險。四大王國皆有一個議會來代表民意，雖然各王國擁有軍隊，但只在必要時召集國民入伍，而阿特拉斯王國则有着常备军。故事开始80年前，四王國之間曾爆發過偉大戰爭，這奠定了當前短暫和平局面。戰後各國皆開設獵人學院，核心目標是培養下一代獵人，獵人這個職業也正式得到確立。

### 名詞
戮獸
本作中虚构的一种怪兽，是樹𣎴子世界中人類和一切生靈的天敵。雖然野生動物和戮獸會因為爭奪領地產生衝突，但幾乎都會被人類負面情感所吸引，攻擊人類和其造物。因戮獸先天有力量與數量的優勢，人類與戮獸的戰鬥处于劣勢，一度威脅到人類種族的存亡，直到發現塵晶後才獲得與戮獸分庭抗禮的力量。
戮獸具有各類形態，但外貌通常是全黑色帶有突出的白色棘刺或骨板，某些戮獸有乳白雜紅色花紋且類似外骨骼的面具、角和外殼，外骨骼會隨生存時間增加以增強身體能力，身體大小、外骨骼複雜度與存活時間長短有關。戮獸的攻擊方式十分多樣，有方式單一的攻擊，也有特殊的攻擊方式。習性上有群體行動也有獨行。壽命方面，除非受到外在因素死亡，否則極為長壽。戮獸會因其長久的壽命而獲得經驗，並學習到貿然侵犯人類可能帶來死亡的智慧，因此戮獸會在靠近城市的地方生活，並等待時機攻擊人類。戮獸死後屍體消逝速度極快，令人類無法深入研究。而根據角色Qrow所言，所有的戮獸皆是暗黑之神的權能造物。
已登場的戮獸種類：
- 貝奧狼（Beowolf）：近似狼人外形的戮獸，身体上有棘刺并有着手臂可以短时间直立，使用利爪和犬齿进行攻击，習慣團體行動與狩獵。
- 拉丁熊（Ursa）：熊外形的戮獸，背部有棘刺，體型較貝奧狼巨大。
- 太極王蛇（King Taijitsu）：蛇外形的大型戮獸，分為黑白兩種，並時常相襯成雙成對出沒。
- 死亡闊步者（Death Stalker）：蠍子外形的大型戮獸，外殼相當堅硬，螯肢和蠍尾均有强劲的力量。
- 獠牙野豬（Boarbatusk）：野豬外形有這彎曲獠牙，背部有骨片，能夠像犰狳般將身體縮成球體發動滾動攻擊。
- 影魔鴉（Nevermore）：酷似烏鴉的戮獸，但兩翼有利爪，其體型大小差異巨大，能射出堅硬的羽毛進行攻擊。
- 歌利亚巨象（Goliath）：猛瑪象外形的巨型戮獸，長期徘徊在幽谷山脉/格蘭山脈（Mountain Glenn）。
- 獅鷲獸（Griffon）：第三季維特節襲擊事件中出現的戮獸，外形酷似獅鷲。
- 飛龍獸（Wyvern）：外型類似於雙足龍的特殊戮獸，其滴下的體液中會產生各類其他類型的戮獸。於第三季維特節襲擊事件中出現，其幾乎摧毀跨大陸通訊塔，後因Ruby的銀瞳被冰凍在半毀的塔頂上。
- 巨猿：猩猩外形的戮獸，第四季前導片中登場，表皮相當堅固，一般攻擊不易貫穿。
- 靈鬼：能附身在無機物上並將之作為身體使用的特殊戮獸，面部似乎是其弱點所在。
- 海龍獸（Sea Feilong）：水生類型戮獸背後有著膜狀翼，能從口中吐出能量集束攻擊。
- 海人馬（Nuckelavee）：同時具有獸首及背部類似人類上半身的特殊型戮獸，其雙手能自由伸縮進行攻擊，是摧毀黑百合鎮的元兇。其设定來源於苏格兰北方群岛地区神话传说中的海人马纳克拉维（英語：nuckelavee）。
- 眼獸：特殊型戮獸，外形近似水母并漂浮于空中，有着数条末段尖锐的触手，被反派頭目Salem當作視訊電話及能夠遠距離操控的絞殺工具使用。
- 索矛蜂（Lancer）：黄蜂外形戮獸，腹部末端的螫刺能夠像繩索般發射出去做遠距離攻擊，時常成群結隊襲擊路過的飛艇。

- 女王索矛蜂（Queen Lancer）：索矛蜂的蜂后，體型和防禦、攻擊力都遠勝於普通索矛蜂的大型戮獸。

- 掠魂獸（Apathy）：於第六季登場的人形戮獸，習慣群體行動，其叫聲能削弱人類的意志力，雖然本身並不具備強大的攻擊力，但卻極具危險性。
- 利維坦（Leviathan）：第六季末尾出現，尺寸如大樓般的超巨型戮獸。

獵人
本作中的獵人通常使用靈氣與戮獸戰鬥，亦能夠通過靈氣強化本體戰鬥力、施展超自然的特殊能力。由於擁有與普通人相比無法抗衡的強大力量，也因此獵人被公認為樹𣎴子世界最偉大的戰士。獵人通常執行獵殺戮獸以及保護城鎮、偵探等風險性工作，而退休或資歷頗深的菁英獵人亦會擔任獵人學院的講師和教授。由於獵人是受人尊敬的社會菁英，因此出現了許多獵人世家，許多古老家族的成員通過成為獵人以提高自身社會聲望。各國對待獵人的方式不盡相同，通常獵人從獵人學院畢業後，可以自由選擇任務和雇主。如維爾王國讓獵人就享有高度的個人自主，以單人或小隊的方式讓獵人活動；而阿特拉斯王國則將獵人納入軍隊體系，灌輸軍隊思想並嚴密監控，以整合成王國戰力。
塵晶
樹𣎴子世界中廣泛存在的一種天然能量結晶，可藉由人類和弗納人的靈氣而觸發。其原始形貌為具有各種顏色的結晶體，塵晶經由加工能夠變成液態、粉狀等形式；顏色對應各種自然屬性，四種基本型態分別為火、水、土、風，每一種皆有其獨特性，可利用人工技術或自然結合成功用更加多样的新類型塵晶。塵晶不甚穩定，粉狀的塵晶會因為些許外力而爆炸，而塵晶若離開遺風世界的大氣層則會失去效果。本作出現的许多武器、装置和機器人皆是靠塵晶在運作，也有將塵晶織入衣物，或將其与身體相融合以強化自身元氣，可謂支撐整個遺風世界文明的技術體系。
元氣
本作中赋予人類对抗戮獸和進行戰鬥的特殊能力，其為靈魂的具現化，除了沒有靈魂的戮獸以外，人類與各類生靈皆具有元氣。普通人無法使用元氣，但經過訓練後的獵人和戰士可將強化並使用元氣，令其成為保護自身的「盾」和對抗敵人的「力」，也能將其作用在任何武器和物品上。而在塵晶被發現前，元氣曾是人類對抗戮獸的主要手段。
維特節錦標賽以競賽雙方誰的元氣防護先失效，將導致造成多少實際傷害來判定勝負。角色Pyrrha比喻這就像是光明與黑暗的對比，而與戮獸戰鬥則是認知手段：「同時理解光與黑暗有助於元氣的具現化，人皆有兩者」。並非所有擁有元氣能力者都是獵人，藉此犯罪者也非少數。
外像力（Semblence）
由元氣所衍生出來的超能力，通常能主動發動，但也有某些是以類似被動技能的形式存在。因為是由元氣所產生的能力，因此主動使用時會耗損靈氣的存量，過度頻繁的使用容易導致元氣防護失效。
對外像力的類型的看法具有爭議，有觀點認為是性格決定外像力或是外像力影響性格，其他觀點兩者之間毫無關聯。不同對象之間外像力可能會有相似之處，但每个人所持有的元氣能力幾乎都是獨一無二，不過也有透過血脈傳承而使家族擁有同種的外像力，例如Weiss與其姐姐继承了雪倪家族的雕紋能力。

本作中擁有人類外型及動物特徵的種族，在體能和移動方面較人類靈活。
弗納人和人類擁有相近的文明和生活方式，但被人類長期歧視、仇恨，偉大戰爭後兩種族之間爆發了弗納民权革命/弗納战争，戰後部分弗納人聚集並定居於困獸洲，大部分弗納人依然與人類混居，而兩種族之間因和平條約與生活交流，雙方關係得以緩解。但仍有弗納人被人類公開欺凌，而仇視人類的弗納人也絕非少數。
跨陸傳輸系統（Cross Continental Transmit System，CCTS）
由阿特拉斯王國所發明的無線通訊系統。在此系統出現前大部分王國境內的通信皆以無線電系統來完成，而外國通信則僅限於郵政系統，但由於戮獸嚴重限制郵政的可靠性，便促成了此系統的發明。系統由分別位於四個王國的四座主中繼塔所支援，若其中一個王國的主中繼塔未運作，整個系統便會癱瘓；王國內的其餘通信則由支援塔負責，王國外的支援塔常面臨被戮獸破壞的風險。系统藉由終端設備卷轴與跨陸傳輸塔達到無線通訊的機能，音頻、視頻、圖片、文字等皆能被無線傳輸，其收訊能力的強弱和使用者與中繼塔的距離遠近有關。
聖物
傳說光明之神跟黑暗之神兩兄弟在離開時留給人類的四樣禮物。四樣聖物各自象徵著不同的概念，依據其所對應的四季聖女，分別是「知識（Knowledge）」、「破壞（Destruction）」、「選擇（Choice）」、「創造（Creation）」。聖物各自有這不同的形貌，依序為神燈（Lamp）、寶劍（Sword）、皇冠（Crown）、權杖（Staff）。擁有與塵晶望塵莫及的力量，過去曾有位國王使用其中一樣聖物的力量平息了世界級的戰爭。傳說集齊四樣聖物者能夠擁有改變世界的力量，而四樣聖物則被鎖在四個學院的保管室中，只有對應的四季聖女才能夠打開保管室並取得。
- 知識：存放於避風港學院的保管室，於第七季季末被Cinder搶走。其使用方式為呼喚精靈Jinn之名，便能停止時間並向Jinn問三個問題，一個世紀只能夠問與過去、現在相關的三個問題。
- 破壞：存放於庇蔭學院的保管室。
- 選擇：存放於信標學院的保管室，Ozpin曾表示有加強此聖物的保全系統，因此在信標學院陷落時未被Salem陣營奪走。
- 創造：存放於阿特拉斯學院的保管室；其能够永久產生的能源，使阿特拉斯市能夠浮在空中。

四季聖女（The Four Maidens）
傳說有一名法力強大的巫師，隱居並日復一日地過著相同的日子，直到有天四位姐妹出現在他面前，幫助他找回了快樂。巫師希望四姊妹能夠像幫助他一樣去幫助更多的人，便賦予四姊妹極其強大的魔法力量，而這四姐妹即為初代的四季聖女。
繼承四季聖女的對象是前代四季聖女在離開人世前所想的最後一位女性，由於通常會是她們最為思念、最為信任之人，因此大多都是轉移到前代的女兒身上。但也有Cinder那樣透過魔法強行吸收對方的元氣來取得聖女的力量。
現任四季聖女如下：
- 春季聖女（Spring Maiden）：Raven Branwen
- 夏季聖女（Summer Maiden）：尚未登场
- 秋季聖女（Fall Maiden）：Cinder Fall
- 冬季聖女（Winter Maiden）：Winter Schnee

銀瞳
傳說早在獵人與四季聖女出現之前，樹𣎴子世界上早已流傳著些許關於銀瞳戰士（Silver-Eyed Warrior）的故事，傳聞擁有眼瞳者生來註定會成為偉大的戰士，那些擁有眼瞳的戰士只需目光一震，就能讓戮獸感到恐懼，甚至是擊倒戮獸。銀瞳的擁有者極其稀有，擁有銀瞳者能透過雙眼釋放出對戮獸極具毀滅性的能量，能夠凍結、焚燒、石化，甚至直接抹消目標。
維特節（Vytal Festival）
是桑努斯大陸上最負盛名的國際文化慶典，由奧茲平教授主辦，以慶祝和平與團結為目的，四所獵人學院的學生將會聚集在維爾王國首都維爾市，舉行盛大的比武錦標賽和聯歡活動。

### 企業與民間團體
- 白牙

原先為弗納人組成的民權團體，後演變為反人類的暴力組織，並與Salem陣營多次合作。
在本作故事發生五年前，第一任領導者Ghira Belladona以和平抗爭手段解決弗納人被人類歧視的問題，會不定期舉行示威和抗議遊行。Ghira退位後，由Sienna Khan繼任之後，其認為白牙的宗旨依然是為了訴求平等對待，只是相較以往採取了激進的手段。這使得白牙轉為激進作風，砸毀拒絕為服務弗納人的商店，劫持和炸毀剝削弗納人勞工的雪倪尘晶公司運輸火車與載具，甚至發生過血腥攻擊和公開處刑人類的事件。但第二任領導者Sienna卻被手段更為極端的Adam篡位並遭其殺害，令白牙徹底成為反人類的恐怖組織。在攻擊避風港學院的計畫失敗後，參與成員遭到逮捕而Adam則出逃，返回白牙總部的Adam為洩憤殺死駐守的白牙成員，並企圖向Blake復仇最終失敗而死。
- 雪倪尘晶公司（Schnee Dust Company，SDC）

著名的家族式財閥，世界上最大的塵晶製造商之一。總部位於曼特大陸的阿特拉斯王國。
創始人為Nicolas Schnee，現任執行長為Jacques Schnee，繼承人為Weiss Schnee。該企業擁有從塵晶礦場、鐵路運輸到生產精煉的完整生產線，幾乎涉足包括軍工在內的整個製造業，其商標在各地隨處可見，並與阿特拉斯王國的James Ironwood將軍保持合作關係。
自Nicolas創業時，便成為白牙組織襲擊的目標之一，旗下公司成員常被白牙成員狙殺受害，到Jacques掌業時仍經常遭到襲擊。
現任執行長Jacques Schnee以強硬的壟斷作風使很多經營塵晶生意的小企業破產倒閉，內部則勾心鬥角、壓榨人類和弗納人勞工，使得其公司轉型為了名符其實的血汗工廠。

### 獵人學院
- 學院[注 24]

維爾王國的獵人學院，位於維爾市東方溪谷河流的懸崖上，俯瞰翡翠之森（Emerald Forest），現任校長是Ozpin。
已知建築有哥德式風格主樓數幢，用於集合會議的圓形劇場一座，以及名為「信標塔」的大型通訊信號發射塔（CCT）一幢，三個航空港用於停靠客運飛艇。
最低入學年齡為17歲，學期為四年制的精英學院。學院以分別編成四人小隊搭檔進行訓練，目的是為訓練出能夠守衛世界和平的獵人。學生入學前必須先在一些特殊的戰士學校參加戰鬥訓練，修滿學分後申請入學資格；或者其特殊才能獲得賞識而保薦直接被邀請到學院中。而新生首先必須接受入學測驗，通過入學測驗後，會組成四人團隊。
由於維特節錦標賽襲擊事件導致戮獸入侵，校舍遭到嚴重破壞，淪為戮獸的巢穴，學生們也被轉移至遮阳学院，Peter Port教授表示目前正緩慢修復中。
- 避風港學院（Haven Academy）

密斯特拉王國的獵人學院，日式建築風格，現任校長是Leonardo Lionheart。
Cinder自稱就讀的學校，也是Sun與Neptune目前就讀的學校，後因Leonardo的背叛及諸多教師們的死亡，該校處於癱瘓狀態，目前學生們被轉移至遮阳学院。
- 阿特拉斯學院（Atlas Academy）

阿特拉斯王國的獵人學院，為軍事化學校，現任校長是James Ironwood將軍，隨著國家的滅亡，該校也隨著王國沉入海底，學生們也被轉移至遮阳学院。
- 遮阳学院（Shade Academy）

瓦奇歐王國的獵人學院。在國民心中有着崇高的地位，甚至超越瓦奇歐王國的政府，被稱為國民所公認的秩序之源，校長可能為瓦奇歐王國的國王。

### 戰士學院
- 信號學院（Signal Academy）

維爾王國維爾市西部的帕契島的戰士學院。向未滿17歲的青少年傳授戰鬥技巧，教導學員自行製作專屬的武器。Taiyang Xiao Long和Qrow Branwen為此學院的講師。
- 聖域學院（Sanctum Academy）

密斯特拉王國的戰士學院。Pyrrha Nikos與Weiss Schnee學成畢業的學院。

## 集數列表

### 第一季
2013年7月18日，公雞牙齒工作室正式公佈了第一話，北美中部時區（UTC-6）每週四晚間7時（贊助者則提前2小時）在公雞牙齒Expo更新。
每一集長度都在10-14分鐘，首章、季中章和末尾两章都不拆分，而其它集因為是完整章節的拆分，則会分為Part1、Part2，每个Part有4-6分鐘長。首季vol.1一直放映到十一月第二周，然后收錄成DVD、BD販賣。共有十章，網路放送版拆分為十六集，DVD、BD不拆分。
| 話數 Episode      | 標題                                        | 播放日期 （UTC-6）                             | 片長  | 腳本                                | 導演                    |
| ----------------- | ------------------------------------------- | ---------------------------------------------- | ----- | ----------------------------------- | ----------------------- |
| Episode 1 第1話   | Ruby Rose 紅玉玫瑰                          | 2013年7月5日（首映） 2013年7月18日（公開播放） | 12:20 | 邁爾斯·盧納 克里·肖克罗斯           | 蒙提·歐伍 克里·肖克罗斯 |
| Episode 2 第2話   | The Shining Beacon 閃耀的                   | 2013年7月5日（首映） 2013年7月25日（公開播放） | 6:15  | 邁爾斯·盧納 蒙提·歐伍 克里·肖克罗斯 | 蒙提·歐伍 克里·肖克罗斯 |
| Episode 3 第3話   | The Shining Beacon, Pt.2 閃耀的 2           | 2013年8月1日                                   | 6:39  | 邁爾斯·盧納 蒙提·歐伍 克里·肖克罗斯 | 蒙提·歐伍 克里·肖克罗斯 |
| Episode 4 第4話   | The First Step 第一步                       | 2013年8月8日                                   | 7:36  | 邁爾斯·盧納 蒙提·歐伍 克里·肖克罗斯 | 蒙提·歐伍 克里·肖克罗斯 |
| Episode 5 第5話   | The First Step, Pt.2 第一步 2               | 2013年8月15日                                  | 4:33  | 邁爾斯·盧納 蒙提·歐伍 克里·肖克罗斯 | 蒙提·歐伍 克里·肖克罗斯 |
| Episode 6 第6話   | The Emerald Forest 翡翠森林                 | 2013年8月22日                                  | 7:15  | 邁爾斯·盧納 蒙提·歐伍 克里·肖克罗斯 | 蒙提·歐伍 克里·肖克罗斯 |
| Episode 7 第7話   | The Emerald Forest, Pt.2 翡翠森林 2         | 2013年8月29日                                  | 4:48  | 邁爾斯·盧納 蒙提·歐伍 克里·肖克罗斯 | 蒙提·歐伍 克里·肖克罗斯 |
| Episode 8 第8話   | Players and Pieces 棋手與棋子               | 2013年9月5日                                   | 13:35 | 邁爾斯·盧納 蒙提·歐伍 克里·肖克罗斯 | 蒙提·歐伍 克里·肖克罗斯 |
| Episode 9 第9話   | The Badge and The Burden 徽章與責任         | 2013年9月12日                                  | 5:32  | 邁爾斯·盧納 蒙提·歐伍 克里·肖克罗斯 | 蒙提·歐伍 克里·肖克罗斯 |
| Episode 10 第10話 | The Badge and The Burden, Pt.2 徽章與責任 2 | 2013年9月19日                                  | 6:58  | 邁爾斯·盧納 蒙提·歐伍 克里·肖克罗斯 | 蒙提·歐伍 克里·肖克罗斯 |
| Episode 11 第11話 | Jaunedice 強的磨難                          | 2013年9月26日                                  | 4:50  | 邁爾斯·盧納 蒙提·歐伍 克里·肖克罗斯 | 蒙提·歐伍 克里·肖克罗斯 |
| Episode 12 第12話 | Jaunedice, Pt.2 強的磨難 2                  | 2013年10月3日                                  | 7:25  | 邁爾斯·盧納 蒙提·歐伍 克里·肖克罗斯 | 蒙提·歐伍 克里·肖克罗斯 |
| Episode 13 第13話 | Forever Fall 永落秋林                       | 2013年10月10日                                 | 6:09  | 邁爾斯·盧納 蒙提·歐伍 克里·肖克罗斯 | 蒙提·歐伍 克里·肖克罗斯 |
| Episode 14 第14話 | Forever Fall, Pt.2 永落秋林 2               | 2013年10月17日                                 | 6:09  | 邁爾斯·盧納 蒙提·歐伍 克里·肖克罗斯 | 蒙提·歐伍 克里·肖克罗斯 |
| Episode 15 第15話 | The Stray 離群者                            | 2013年10月31日                                 | 10:41 | 邁爾斯·盧納 蒙提·歐伍 克里·肖克罗斯 | 蒙提·歐伍 克里·肖克罗斯 |
| Episode 16 第16話 | Black and White 黑與白                      | 2013年11月7日                                  | 15:30 | 邁爾斯·盧納 蒙提·歐伍 克里·肖克罗斯 | 蒙提·歐伍 克里·肖克罗斯 |

#### 第一季預告片
在第一季首映前，由蒙提·歐伍和助理動畫家沙恩·紐維爾（Shane Newville）主導製作了一系列四段，每段分別以其中一位主角為主題的宣傳影片。每段影片均由一個角色的登場開始，並接著詳細地演示了她們的動作場景。預告片『紅』在2012年11月《紅鬥藍》第十季末集credits後播放。接下來預告片『白』在2013年2月公開。 預告片『黑』在同年三月底於PAX East中的一個panel中公開，亦為RWBY首段包含配音對白的宣傳影片。在『黑』的宣傳片首映後，欧伍指出他對前兩段影片較短的時長和較少角色發展感到後侮。預告片『黃』在2013年6月1日於公鸡牙齿工作室的A-Kon panel上播放。這幾段預告的音樂都有經過幾家網路零售商發售以供下載。
各片標題
| 支數 | 標題                          | 播放日期 （UTC-6） | 登場人物                                                                     |
| ---- | ----------------------------- | ------------------ | ---------------------------------------------------------------------------- |
| 1    | "Red" Trailer 預告片『紅』    | 2012年11月7日      | 露比（Ruby）                                                                 |
| 2    | "White" Trailer 預告片『白』  | 2013年2月14日      | 懷絲（Weiss）                                                                |
| 3    | "Black" Trailer 預告片『黑』  | 2013年3月22日      | 布蕾克（Blake）、亞當                                                        |
| 4    | "Yellow" Trailer 預告片『黃』 | 2013年6月1日       | 陽（Yang）、朱尼爾、米爾緹婭·瑪勒凱特、 米蘭妮·瑪勒凱特、羅曼·托取維克、露比 |

### 第二季
2014年5月22日，公雞牙齒工作室公佈了《RWBY》第二季的OP視頻，同時公雞牙齒工作室發布了四部製作日誌（Production Diary）視頻以進行宣傳。視頻中，製作組的成員向觀眾們介紹了他們的製作流程、在製作中遇到的困難、以及相較於第一季動畫實現的突破。成員們也談到了他們對於vol.2動畫的想法和展望。官方虽然宣布第二季沒有宣傳預告片，但是2014年7月4日-6日，在德克薩斯州奥斯汀由公雞牙齒工作室在自行主辦的RTX 2014展會上，仍然公佈了第二季的預告片。
2014年7月24日正式在公雞牙齒Expo發佈第二季的第一章，Youtube則延遲一週。將会由12章組成，每章約12~15分鐘。在連續几周内每周將会發佈一个完整章節，然后空閒一周，再連續几周每周發佈一个完整章節，以此類推。
| 章数 Chapter      | 標題                              | 播放日期 （UTC-6） | 片長  | 腳本                                | 導演                    |
| ----------------- | --------------------------------- | ------------------ | ----- | ----------------------------------- | ----------------------- |
| Chapter 1 第1章   | Best Day Ever 美好的一天          | 2014年7月24日      | 14:45 | 邁爾斯·盧納 蒙提·歐伍 克里·肖克罗斯 | 蒙提·歐伍 克里·肖克罗斯 |
| Chapter 2 第2章   | Welcome to Beacon 歡迎來到        | 2014年7月31日      | 13:14 | 邁爾斯·盧納 蒙提·歐伍 克里·肖克罗斯 | 蒙提·歐伍 克里·肖克罗斯 |
| Chapter 3 第3章   | A Minor Hiccup 一個小問題         | 2014年8月7日       | 12:36 | 邁爾斯·盧納 蒙提·歐伍 克里·肖克罗斯 | 蒙提·歐伍 克里·肖克罗斯 |
| Chapter 4 第4章   | Painting The Town 粉刷城市        | 2014年8月14日      | 16:19 | 邁爾斯·盧納 蒙提·歐伍 克里·肖克罗斯 | 蒙提·歐伍 克里·肖克罗斯 |
| Chapter 5 第5章   | Extracurricular 課外              | 2014年8月28日      | 12:41 | 邁爾斯·盧納 蒙提·歐伍 克里·肖克罗斯 | 蒙提·歐伍 克里·肖克罗斯 |
| Chapter 6 第6章   | Burning the Candle 點燃燭光       | 2014年9月4日       | 13:08 | 邁爾斯·盧納 蒙提·歐伍 克里·肖克罗斯 | 蒙提·歐伍 克里·肖克罗斯 |
| Chapter 7 第7章   | Dance Dance Infiltration 滲透熱舞 | 2014年9月11日      | 14:49 | 邁爾斯·盧納 蒙提·歐伍 克里·肖克罗斯 | 蒙提·歐伍 克里·肖克罗斯 |
| Chapter 8 第8章   | Field Trip 戶外教學               | 2014年9月25日      | 12:13 | 邁爾斯·盧納 蒙提·歐伍 克里·肖克罗斯 | 蒙提·歐伍 克里·肖克罗斯 |
| Chapter 9 第9章   | Search and Destroy 搜索與殲滅     | 2014年10月2日      | 15:49 | 邁爾斯·盧納 蒙提·歐伍 克里·肖克罗斯 | 蒙提·歐伍 克里·肖克罗斯 |
| Chapter 10 第10章 | Mountain Glenn 幽谷山脈           | 2014年10月9日      | 12:55 | 邁爾斯·盧納 蒙提·歐伍 克里·肖克罗斯 | 蒙提·歐伍 克里·肖克罗斯 |
| Chapter 11 第11章 | No Brakes 煞不住                  | 2014年10月23日     | 16:45 | 邁爾斯·盧納 蒙提·歐伍 克里·肖克罗斯 | 蒙提·歐伍 克里·肖克罗斯 |
| Chapter 12 第12章 | Breach 突破口                     | 2014年10月30日     | 17:55 | 邁爾斯·盧納 蒙提·歐伍 克里·肖克罗斯 | 蒙提·歐伍 克里·肖克罗斯 |

用語講解
對RWBY作品中的專有設定名詞，加以補充敘說的短片。
| 話數 Episode | 標題          | 播放日期 （UTC-6） | 片長 |
| ------------ | ------------- | ------------------ | ---- |
| Ep 1 第1目   | Dust 塵晶     | 2014年8月21日      | 2:17 |
| Ep 2 第2目   | Kingdoms 王國 | 2014年9月18日      | 1:57 |
| Ep 3 第3目   | Grimm 戮獸    | 2014年10月16日     | 3:36 |

### 第三季
| 章数 Chapter      | 標題                                      | 播放日期 （UTC-6） | 片長  | 腳本                                | 導演                                    |
| ----------------- | ----------------------------------------- | ------------------ | ----- | ----------------------------------- | --------------------------------------- |
| Chapter 1 第1章   | Round One 第一回合                        | 2015年10月24日     | 17:03 | 邁爾斯·盧納 蒙提·歐伍 克里·肖克罗斯 | 克里·肖克罗斯 格雷·G·哈德克 邁爾斯·盧納 |
| Chapter 2 第2章   | New Challengers... 新挑戰者...            | 2015年10月31日     | 14:36 | 邁爾斯·盧納 蒙提·歐伍 克里·肖克罗斯 | 克里·肖克罗斯 格雷·G·哈德克 邁爾斯·盧納 |
| Chapter 3 第3章   | It's Brawl in the Family 這是家庭中的爭吵 | 2015年11月14日     | 16:34 | 邁爾斯·盧納 蒙提·歐伍 克里·肖克罗斯 | 克里·肖克罗斯 格雷·G·哈德克 邁爾斯·盧納 |
| Chapter 4 第4章   | Lessons Learned 得到教訓                  | 2015年11月28日     | 14:21 | 邁爾斯·盧納 蒙提·歐伍 克里·肖克罗斯 | 克里·肖克罗斯 格雷·G·哈德克 邁爾斯·盧納 |
| Chapter 5 第5章   | Never Miss a Beat 永不錯拍                | 2015年12月5日      | 13:08 | 邁爾斯·盧納 蒙提·歐伍 克里·肖克罗斯 | 克里·肖克罗斯 格雷·G·哈德克 邁爾斯·盧納 |
| Chapter 6 第6章   | Fall 墜落                                 | 2015年12月12日     | 18:20 | 邁爾斯·盧納 蒙提·歐伍 克里·肖克罗斯 | 克里·肖克罗斯 格雷·G·哈德克 邁爾斯·盧納 |
| Chapter 7 第7章   | Beginning of the End 終結的開始           | 2016年1月2日       | 17:01 | 邁爾斯·盧納 蒙提·歐伍 克里·肖克罗斯 | 克里·肖克罗斯 格雷·G·哈德克 邁爾斯·盧納 |
| Chapter 8 第8章   | Destiny 命運                              | 2016年1月9日       | 17:38 | 邁爾斯·盧納 蒙提·歐伍 克里·肖克罗斯 | 克里·肖克罗斯 格雷·G·哈德克 邁爾斯·盧納 |
| Chapter 9 第9章   | PvP                                       | 2016年1月16日      | 12:28 | 邁爾斯·盧納 蒙提·歐伍 克里·肖克罗斯 | 克里·肖克罗斯 格雷·G·哈德克 邁爾斯·盧納 |
| Chapter 10 第10章 | Battle of Beacon 的戰鬥                   | 2016年1月30日      | 16:35 | 邁爾斯·盧納 蒙提·歐伍 克里·肖克罗斯 | 克里·肖克罗斯 格雷·G·哈德克 邁爾斯·盧納 |
| Chapter 11 第11章 | Heroes and Monsters 英雄和怪物            | 2016年2月6日       | 17:21 | 邁爾斯·盧納 蒙提·歐伍 克里·肖克罗斯 | 克里·肖克罗斯 格雷·G·哈德克 邁爾斯·盧納 |
| Chapter 12 第12章 | End of the Beginning 開始的終結           | 2016年2月13日      | 28:05 | 邁爾斯·盧納 蒙提·歐伍 克里·肖克罗斯 | 克里·肖克罗斯 格雷·G·哈德克 邁爾斯·盧納 |

### 第四季
| 章数 Chapter      | 標題                                                 | 播放日期 （UTC-6） | 片長  | 腳本                      | 導演                                    |
| ----------------- | ---------------------------------------------------- | ------------------ | ----- | ------------------------- | --------------------------------------- |
| Chapter 1 第1章   | The Next Step 下一步                                 | 2016年10月29日     | 19:51 | 邁爾斯·盧納 克里·肖克罗斯 | 克里·肖克罗斯 邁爾斯·盧納 格雷·G·哈德克 |
| Chapter 2 第2章   | Remembrance 追憶                                     | 2016年11月5日      | 13:55 | 邁爾斯·盧納 克里·肖克罗斯 | 克里·肖克罗斯 邁爾斯·盧納 格雷·G·哈德克 |
| Chapter 3 第3章   | Of Runaways and Stowaways 逃亡者與偷渡客             | 2016年11月12日     | 17:51 | 邁爾斯·盧納 克里·肖克罗斯 | 克里·肖克罗斯 邁爾斯·盧納 格雷·G·哈德克 |
| Chapter 4 第4章   | Family 家人                                          | 2016年11月26日     | 16:04 | 邁爾斯·盧納 克里·肖克罗斯 | 克里·肖克罗斯 邁爾斯·盧納 格雷·G·哈德克 |
| Chapter 5 第5章   | Menagerie 困獸州                                     | 2016年12月10日     | 12:12 | 邁爾斯·盧納 克里·肖克罗斯 | 克里·肖克罗斯 邁爾斯·盧納 格雷·G·哈德克 |
| Chapter 6 第6章   | Tipping Point 引爆點                                 | 2016年12月17日     | 15:57 | 邁爾斯·盧納 克里·肖克罗斯 | 克里·肖克罗斯 邁爾斯·盧納 格雷·G·哈德克 |
| Chapter 7 第7章   | Punished 懲罰                                        | 2016年12月31日     | 16:22 | 邁爾斯·盧納 克里·肖克罗斯 | 克里·肖克罗斯 邁爾斯·盧納 格雷·G·哈德克 |
| Chapter 8 第8章   | A Much Needed Talk 必要的谈话                        | 2017年1月7日       | 20:14 | 邁爾斯·盧納 克里·肖克罗斯 | 克里·肖克罗斯 邁爾斯·盧納 格雷·G·哈德克 |
| Chapter 9 第9章   | Two Steps Forward, Two Steps Back 前进两步，后退两步 | 2017年1月14日      | 15:01 | 邁爾斯·盧納 克里·肖克罗斯 | 克里·肖克罗斯 邁爾斯·盧納 格雷·G·哈德克 |
| Chapter 10 第10章 | Kuroyuri 黑百合                                      | 2017年1月28日      | 18:28 | 邁爾斯·盧納 克里·肖克罗斯 | 克里·肖克罗斯 邁爾斯·盧納 格雷·G·哈德克 |
| Chapter 11 第11章 | Taking Control 主導                                  | 2017年2月4日       | 15:11 | 邁爾斯·盧納 克里·肖克罗斯 | 克里·肖克罗斯 邁爾斯·盧納 格雷·G·哈德克 |
| Chapter 12 第12章 | No Safe Haven 不平靜的避風港                         | 2017年2月11日      | 27:03 | 邁爾斯·盧納 克里·肖克罗斯 | 克里·肖克罗斯 邁爾斯·盧納 格雷·G·哈德克 |

### 第五季
| 章数 Chapter      | 標題                                          | 播放日期 （UTC-6） | 片長  | 腳本                      | 導演                                    |
| ----------------- | --------------------------------------------- | ------------------ | ----- | ------------------------- | --------------------------------------- |
| Chapter 1 第1章   | Welcome to Haven 歡迎來到避風學院             | 2017年10月21日     | 22:37 | 邁爾斯·盧納 克里·肖克罗斯 | 克里·肖克罗斯 邁爾斯·盧納 格雷·G·哈德克 |
| Chapter 2 第2章   | Dread in the Air 大氣中的恐懼                 | 2017年10月28日     | 20:42 | 邁爾斯·盧納 克里·肖克罗斯 | 克里·肖克罗斯 邁爾斯·盧納 格雷·G·哈德克 |
| Chapter 3 第3章   | Unforeseen Complications 預料之外的混亂       | 2017年11月4日      | 18:13 | 邁爾斯·盧納 克里·肖克罗斯 | 克里·肖克罗斯 邁爾斯·盧納 格雷·G·哈德克 |
| Chapter 4 第4章   | Lighting The Fire 點亮星源                    | 2017年11月11日     | 15:52 | 邁爾斯·盧納 克里·肖克罗斯 | 克里·肖克罗斯 邁爾斯·盧納 格雷·G·哈德克 |
| Chapter 5 第5章   | A necessary sacrifice 必要的犧牲              | 2017年11月18日     | 16:36 | 邁爾斯·盧納 克里·肖克罗斯 | 克里·肖克罗斯 邁爾斯·盧納 格雷·G·哈德克 |
| Chapter 6 第6章   | Known by its Song 從她的話中理解              | 2017年11月25日     | 17:19 | 邁爾斯·盧納 克里·肖克罗斯 | 克里·肖克罗斯 邁爾斯·盧納 格雷·G·哈德克 |
| Chapter 7 第7章   | Rest and Resolutions 休息，然後決定           | 2017年12月2日      | 12:31 | 邁爾斯·盧納 克里·肖克罗斯 | 克里·肖克罗斯 邁爾斯·盧納 格雷·G·哈德克 |
| Chapter 8 第8章   | Alone Together 團結一心                       | 2017年12月9日      | 15:00 | 邁爾斯·盧納 克里·肖克罗斯 | 克里·肖克罗斯 邁爾斯·盧納 格雷·G·哈德克 |
| Chapter 9 第9章   | A Perfect Storm 完美的風暴                    | 2017年12月16日     | 14:50 | 邁爾斯·盧納 克里·肖克罗斯 | 克里·肖克罗斯 邁爾斯·盧納 格雷·G·哈德克 |
| Chapter 10 第10章 | True Colors 真正的體色                        | 2017年12月23日     | 19:04 | 邁爾斯·盧納 克里·肖克罗斯 | 克里·肖克罗斯 邁爾斯·盧納 格雷·G·哈德克 |
| Chapter 11 第11章 | The More the Merrier 多多益善                 | 2018年1月6日       | 15:43 | 邁爾斯·盧納 克里·肖克罗斯 | 克里·肖克罗斯 邁爾斯·盧納 格雷·G·哈德克 |
| Chapter 12 第12章 | Vault of the Spring Maiden 春季聖女的地下金庫 | 2018年1月13日      | 14:20 | 邁爾斯·盧納 克里·肖克罗斯 | 克里·肖克罗斯 邁爾斯·盧納 格雷·G·哈德克 |
| Chapter 13 第13章 | Downfall 覆滅                                 | 2018年1月20日      | 15:04 | 邁爾斯·盧納 克里·肖克罗斯 | 克里·肖克罗斯 邁爾斯·盧納 格雷·G·哈德克 |
| Chapter 14 第14章 | Haven's Fate 避風學院的命運                   | 2018年1月27日      | 24:39 | 邁爾斯·盧納 克里·肖克罗斯 | 克里·肖克罗斯 邁爾斯·盧納 格雷·G·哈德克 |

### 第六季
| 章数 Chapter | 标题                                | 播放日期 （UTC-6） | 片长  | 脚本                      | 导演                         |
| ------------ | ----------------------------------- | ------------------ | ----- | ------------------------- | ---------------------------- |
| 1            | Argus Limited 百目之限/阿耳戈斯之限 | 2018年10月27日     | 22:32 | 邁爾斯·盧納 克里·肖克罗斯 | 克里·肖克罗斯 Connor Pickens |
| 2            | Uncovered 真相揭露                  | 2018年11月3日      | 16:49 | 邁爾斯·盧納 克里·肖克罗斯 | 克里·肖克罗斯 Connor Pickens |
| 3            | The Lost Fable 失落寓言             | 2018年11月10日     | 26:36 | 邁爾斯·盧納 克里·肖克罗斯 | 克里·肖克罗斯 Connor Pickens |
| 4            | So That's How It Is 就是这样        | 2018年11月17日     | 13:37 | 邁爾斯·盧納 克里·肖克罗斯 | 克里·肖克罗斯 Connor Pickens |
| 5            | The Coming Storm 风暴将至           | 2018年11月24日     | 14:54 | 邁爾斯·盧納 克里·肖克罗斯 | 克里·肖克罗斯 Connor Pickens |
| 6            | Alone in the Woods 独处林中         | 2018年12月1日      | 20:21 | 邁爾斯·盧納 克里·肖克罗斯 | 克里·肖克罗斯 Connor Pickens |
| 7            | The Grimm Reaper 戮兽死神           | 2018年12月8日      | 16:18 | 邁爾斯·盧納 克里·肖克罗斯 | 克里·肖克罗斯 Connor Pickens |
| 8            | Dead End 走投无路                   | 2018年12月15日     | 16:58 | 邁爾斯·盧納 克里·肖克罗斯 | 克里·肖克罗斯 Connor Pickens |
| 9            | Lost 迷途所失                       | 2018年12月29日     | 18:35 | 邁爾斯·盧納 克里·肖克罗斯 | 克里·肖克罗斯 Connor Pickens |
| 10           | Stealing from the Elderly           | 2019年1月5日       | 13:52 | 邁爾斯·盧納 克里·肖克罗斯 | 克里·肖克罗斯 Connor Pickens |
| 11           | The Lady in the Shoe                | 2019年1月12日      | 15:53 | 邁爾斯·盧納 克里·肖克罗斯 | 克里·肖克罗斯 Connor Pickens |
| 12           | Seeing Red                          | 2019年1月19日      | 13:57 | 邁爾斯·盧納 克里·肖克罗斯 | 克里·肖克罗斯 Connor Pickens |
| 13           | Our Way                             | 2019年1月25日      | 23:39 | 邁爾斯·盧納 克里·肖克罗斯 | 克里·肖克罗斯 Connor Pickens |

### 第七季
| 章数 Chapter | 标题                    | 播放日期 （UTC-6） | 片长  | 脚本                                   | 导演                           |
| ------------ | ----------------------- | ------------------ | ----- | -------------------------------------- | ------------------------------ |
| 1            | The Greatest Kingdom    | 2019年11月2日      | 18:06 | 邁爾斯·盧納 克里·肖克罗斯              | 克里·肖克罗斯                  |
| 2            | A New Approach          | 2019年11月9日      | 18:18 | Kiersi Burkhart                        | Connor Pickens                 |
| 3            | Ace Operatives          | 2019年11月16日     | 17:33 | 邁爾斯·盧納 克里·肖克罗斯              | 克里·肖克罗斯                  |
| 4            | Pomp and Circumstance   | 2019年11月23日     | 17:48 | Eddy Rivas                             | Paula Decanini Dustin Matthews |
| 5            | Sparks                  | 2019年11月30日     | 19:58 | Eddy Rivas                             | Connor Pickens                 |
| 6            | A Night Off             | 2019年12月7日      | 16:13 | Eddy Rivas Kiersi Burkhart 邁爾斯·盧納 | Paula Decanini                 |
| 7            | Worst Case Scenario     | 2019年12月14日     | 18:15 | Eddy Rivas Kiersi Burkhart 邁爾斯·盧納 | Connor Pickens                 |
| 8            | Cordially Invited       | 2019年12月21日     | 15:37 | 邁爾斯·盧納                            | Dustin Matthews                |
| 9            | As Above, So Below      | 2020年1月4日       | 18:19 | Eddy Rivas Kiersi Burkhart             | Paula Decanini                 |
| 10           | Out in the Open         | 2020年1月11日      | 15:40 | 克里·肖克罗斯 Kiersi Burkhart          | Dustin Matthews Connor Pickens |
| 11           | Gravity                 | 2020年1月18日      | 20:20 | 邁爾斯·盧納 克里·肖克罗斯              | Paula Decanini 克里·肖克罗斯   |
| 12           | With Friends Like These | 2020年1月25日      | 18:02 | Kiersi Burkhart Eddy Rivas             | Dustin Matthews Connor Pickens |
| 13           | The Enemy of Trust      | 2020年2月1日       | 24:11 | 克里·肖克罗斯 邁爾斯·盧納 Eddy Rivas   | 克里·肖克罗斯                  |

### 第八季
| 章数 Chapter | 标题           | 播放日期 （UTC-6） | 片长  | 脚本                                   | 导演            |
| ------------ | -------------- | ------------------ | ----- | -------------------------------------- | --------------- |
| 1            | Divide         | 2020年11月7日      | 18:58 | Kiersi Burkhart 克里·肖克罗斯          | 克里·肖克罗斯   |
| 2            | Refuge         | 2020年11月14日     | 17:37 | 邁爾斯·盧納                            | Paula Decanini  |
| 3            | Strings        | 2020年11月21日     | 17:50 | Kiersi Burkhart                        | Dustin Matthews |
| 4            | Fault          | 2020年11月28日     | 19:31 | Eddy Rivas                             | Connor Pickens  |
| 5            | Amity          | 2020年12月5日      | 19:10 | 邁爾斯·盧納                            | Paula Decanini  |
| 6            | Midnight       | 2020年12月12日     | 19:38 | 克里·肖克罗斯                          | 克里·肖克罗斯   |
| 7            | War            | 2020年12月19日     | 18:50 | Kiersi Burkhart 邁爾斯·盧納 (附加写作) | Connor Pickens  |
| 8            | Dark           | 2021年2月6日       | 17:49 | 邁爾斯·盧納                            | Dustin Matthews |
| 9            | Witch          | 2021年2月13日      | 18:29 | Eddy Rivas                             | Paula Decanini  |
| 10           | Ultimatum      | 2021年2月27日      | 18:50 | Kiersi Burkhart 邁爾斯·盧納            | Connor Pickens  |
| 11           | Risk           | 2021年3月6日       | 19:28 | Kiersi Burkhart 邁爾斯·盧納 Eddy Rivas | Paula Decanini  |
| 12           | Creation       | 2021年3月13日      | 18:15 | Eddy Rivas                             | Dustin Matthews |
| 13           | Worthy         | 2021年3月20日      | 18:58 | Kiersi Burkhart 邁爾斯·盧納 Eddy Rivas | Connor Pickens  |
| 14           | The Final Word | 2021年3月27日      | 23:16 | Kiersi Burkhart 邁爾斯·盧納 Eddy Rivas | 克里·肖克罗斯   |

### 第九季
| 章数 Chapter | 标题                                   | 播放日期 （UTC-6） | 片长  | 脚本                        | 导演                                      |
| ------------ | -------------------------------------- | ------------------ | ----- | --------------------------- | ----------------------------------------- |
| 1            | A Place of Particular Concern          | 2023年2月18日      | 17:41 | 克里·肖克罗斯               | 克里·肖克罗斯                             |
| 2            | Altercation at the Auspicious Auction  | 2023年2月25日      | 17:43 | Eddy Rivas                  | Paula Decanini                            |
| 3            | Rude, Red, and Royal                   | 2023年3月4日       | 20:23 | Kiersi Burkhart             | Connor Pickens Dustin Matthews            |
| 4            | A Cat Most Curious                     | 2023年3月11日      | 18:48 | 迈尔斯·卢纳                 | Dustin Matthews                           |
| 5            | The Parfait Predicament                | 2023年3月18日      | 16:37 | Kiersi Burkhart             | Paula Decanini                            |
| 6            | Confessions Within Cumulonimbus Clouds | 2023年3月25日      | 20:50 | Eddy Rivas                  | Yssa Badiola 克里·肖克罗斯                |
| 7            | The Perils of Paper Houses             | 2023年4月1日       | 18:23 | 迈尔斯·卢纳                 | Dustin Matthews                           |
| 8            | Tea Amidst Terrible Trouble            | 2023年4月8日       | 16:26 | 迈尔斯·卢纳 Kiersi Burkhart | 克里·肖克罗斯 Paula Decanini Yssa Badiola |
| 9            | A Tale Involving a Tree                | 2023年4月15日      | 15:40 | Eddy Rivas Kiersi Burkhart  | Dustin Matthews Yssa Badiola              |
| 10           | Of Solitude And Self                   | 2023年4月22日      | 26:22 | Kiersi Burkhart Eddy Rivas  | Yssa Badiola Dustin Matthews              |

## 主題曲
本作的音樂是由此前亦為《紅鬥藍》第8-10季創作背景音樂的杰夫·威廉姆斯負責作曲，并由威廉姆斯的女儿凯西·李·威廉姆斯演唱。
| 系列         | 曲題                              | 作曲          | 演唱                                              | 備註                                                                 |
| ------------ | --------------------------------- | ------------- | ------------------------------------------------- | -------------------------------------------------------------------- |
| 第一季       | This Will Be The Day 這將是那一天 | 杰夫·威廉姆斯 | 凯西·李·威廉姆斯                                  | 第1話以插入曲及ED片尾曲方式播出，第2話以後為播映30秒副歌的片頭短曲。 |
| 第一季       | I May Fall 我或許墜落             | 杰夫·威廉姆斯 | 凯西·李·威廉姆斯 杰夫·威廉姆斯                    | 第2話以ED片尾曲方式播出。                                            |
| 第一季       | Gold 鑠金                         | 杰夫·威廉姆斯 | 凯西·李·威廉姆斯                                  | 第3話以ED片尾曲方式播出。                                            |
| 第一季       | Red like Roses Part II 紅如玫瑰 2 | 杰夫·威廉姆斯 | 凯西·李·威廉姆斯 桑迪·凯西·李 （Sandy Casey Lee） | 第8話插入曲。                                                        |
| 第一季       | Wings 翅膀                        | 杰夫·威廉姆斯 | 凯西·李·威廉姆斯                                  | 第1季第16話為片尾曲，第2季第3章為ED曲。                              |
| 第一季预告片 | Red like Roses 紅如玫瑰           | 杰夫·威廉姆斯 | 凯西·李·威廉姆斯                                  | 第1支預告片『紅』之劇中曲。                                          |
| 第一季预告片 | Mirror Mirror 魔鏡魔鏡            | 杰夫·威廉姆斯 | 凯西·李·威廉姆斯                                  | 第2支預告片『白』之劇中曲。                                          |
| 第一季预告片 | From Shadows 來自暗影             | 杰夫·威廉姆斯 | 凯西·李·威廉姆斯                                  | 第3支預告片『黑』之劇中曲。                                          |
| 第一季预告片 | I Burn 我燃燒                     | 杰夫·威廉姆斯 | 凯西·李·威廉姆斯                                  | 第4支預告片『黃』之劇中曲。                                          |
| 第二季       | Time to Say Goodbye               | 杰夫·威廉姆斯 | 凯西·李·威廉姆斯                                  | 片头曲                                                               |
| 第二季       | All our days                      | 杰夫·威廉姆斯 | 凯西·李·威廉姆斯                                  | 第3话ED曲                                                            |
| 第二季       | Die                               | 杰夫·威廉姆斯 | 凯西·李·威廉姆斯                                  | 第4话插曲与ED曲                                                      |
| 第二季       | My Dream Come True                | 杰夫·威廉姆斯 | 凯西·李·威廉姆斯                                  | 第6话ED曲                                                            |
| 第二季       | Shine                             | 杰夫·威廉姆斯 | 凯西·李·威廉姆斯                                  | 第7话插曲与ED                                                        |
| 第二季       | Caffeine                          | 杰夫·威廉姆斯 | 凯西·李·威廉姆斯                                  | 第12话插曲                                                           |
| 第二季       | Sacrifice                         | 杰夫·威廉姆斯 | 凯西·李·威廉姆斯                                  | 第12话ED曲                                                           |

## 製作

### 制作团队
| 开创、系列原作： - 蒙提·歐伍（第1-2季导演；第1–3季编剧） 导演： - 克里·肖克羅斯（Kerry Shawcross）（第3季-至今；第1-2季联合导演） - 康纳·皮肯斯（Connor Pickens） (第7季–至今；第6季联合导演） - Paula Decanini (第7季–至今） - Dustin Matthews (第7季–至今） 编剧： - 邁爾斯·盧納（Miles Luna）（第1季–至今；第3-5季联合导演） - 克里·肖克羅斯（第1季–至今） - Kiersi Burkhart（第7季–至今） - Eddy Rivas（第7季–至今） 监制： - 凱瑟琳·朱里奇（又译：凱瑟琳·祖伊尔）（第1季） - 格雷·G·哈德克（Gray G. Haddock）（第3、5季；第3-5季联合导演） - 科恩·伍滕（Koen Wooten）（第6季） | 制片人： - 格雷·G·哈德克（第1-2季） - 科恩·伍滕（第3-5季） 执行制片： - 馬特·赫林（第1-6季） - 伯尼·伯恩斯（第1-6季） - 克里·肖克羅斯（第6季–至今） - 凱瑟琳·朱里奇（第6季–至今） - 蒙提·歐伍 - 沙恩·纽维尔（Shane Newville，又译：肖恩·纽维尔/尚恩·纽维尔） - 埃因·李（Ein Lee） - 喬丹·克維亞茲（Jordan Cwierz） 音乐： - 杰夫·威廉姆斯（Jeff Williams）（作曲） 作曲： - 史蒂夫·高斯海恩（Steve Goldshein） - 凯西·李·威廉姆斯（Casey Lee Williams）（第2季） |

### 製作背景
|                   | My vision for the show was to present a two-dimensional, toon-shaded look, but with all of the depth and complexity of a 3D-animated production. I wanted to be able to move the cameras and characters freely while still capturing the essence of the flat, line-drawn look of traditional anime. 我对本剧的设想是呈现2D的卡通渲染，但却具有3D动画的所有深度和复杂性。 我希望能够自由调动摄像机和角色，同时仍然能够捕捉到传统动漫在平面绘制线条上的精髓。 |
| ——蒙提·歐伍，2013 | |

《RWBY》系列的概念始於蒙提·歐伍在為公雞牙齒工作室製作的《紅鬥藍》第十季快要完結時，構思的一套以顏色為角色命名、設計的方法。之后歐伍询问了紅鬥藍的創作者伯尼·伯恩斯可否在該季度完結後製作RWBY系列。當時Burns出於對製作進度的憂慮，告訴蒙提·歐伍“如果你完成了第10季，那你想做什麼都可以”。於是《RWBY》的製作在《紅鬥藍》第十季製作完結後立即展開，使得其首段預告在兩星期內完成並在2012年11月5日於《紅鬥藍》最終集片末“credits”後播放。
在畫師Ein Lee的幫助下設計了這些角色，其设计灵感来自經典童話角色，而角色的首字母合起來組成了此系列的標題。最初，此系列是由蒙提·歐伍与同事Miles Luna及Kerry Shawcross一起創作的。起初蒙提·歐伍對於用一個男性為主的團隊來製作一個以女性為主的故事有些擔心，但認為團隊成員在發展女性角色時做得頗好。首集於2013年7月5日在公雞牙齒Expo首播。
蒙提·歐伍在2015年2月因過敏過世。

## 評論與榮譽
家普遍對宣傳影片的動畫型式予以讚頌。宣傳影片亦讓愛好者對系列首映抱以熱切期待。當動畫首映第一話時，其在入場人士間受歡迎到在全部三場放映時都坐無虛席。Amanda Rush在Crunchyroll上撰文，提到該動畫和西方文化對此系列的影響，並稱讚其「詼諧、刺激，真好看」，認為動畫愛好者會享受這系列。动画魂-Anitama的Nbht评论认为，RWBY的成功很大程度是在低技术水平下，创作出了超过观者期待的高完成度作品。
| 获奖时间      | 颁奖者           | 所获奖项         | 获奖者        |
| ------------- | ---------------- | ---------------- | ------------- |
| 2014年3月31日 | 網絡電視國際學院 | 最佳動畫劇集     | RWBY          |
| 2014年9月7日  | 第四届流光奖     | 最佳动画剧集     | RWBY          |
| 2014年9月7日  | 第四届流光奖     | 最佳原创配乐     | 杰夫·威廉姆斯 |
| 2015年9月17日 | 第五届流光奖     | 最佳动画剧集提名 | RWBY          |
| 2016年10月4日 | 第六届流光奖     | 最佳动画剧集提名 | RWBY          |
| 2017年9月26日 | 第七届流光奖     | 最佳动画剧集     | RWBY          |

## 授權日本版
2014年，公雞牙齒工作室正式宣布授權給日本华纳兄弟公司《RWBY》在日本的營銷權。2015年6月確定聲優早見沙織、日笠陽子和嶋村侑以及小清水亞美配演四名主角。此后于2015年11月正式推出日语配音版的DVD与BD，2017年7月于电视和网络播出由第1-3季组成的全13話特别编集版《RWBY Volume 1-3: The Beginning》。
| 电视 播出 | 播出日期              | 播出时间                     | 电视媒体  | 播出范围     |
| --------- | --------------------- | ---------------------------- | --------- | ------------ |
| 电视 播出 | 2017年7月8日-9月30日  | 周六 1:05-1:35（星期五深夜） | TOKYO MX  | 东京         |
| 电视 播出 | 2017年7月10日-10月1日 | 周一 1:50-2:20（星期日深夜） | 熊本放送  | 熊本縣       |
| 电视 播出 | 2017年7月12日-10月4日 | 周三 0:30-1:00（周二深夜）   | SUN电视台 | 兵库县       |
| 网络 配信 | 配信日期              | 配信时间                     | 媒体      | 配信限定     |
| 网络 配信 | 2017年7月3日          | 周一 23:00                   | AbemaTV   | 仅限日本国内 |

## 衍生作品
RWBY Chibi
公雞牙齒工作室发布的作为RWBY衍生剧的搞笑短片动画，而RWBY系列中的角色皆以Chibi版本的形象登场，每集时长約三到六分钟，总计三季共57集。其在2016年4月1日公雞牙齒工作室成立13周年庆典上首次公布，第1集于2016年5月7日首播，第一季于2016年10月15日完结；2017年1月，公雞牙齒工作室确认第二季将于同年5月推出，随后正式于2017年5月13日以及20日在公雞牙齒Expo和YouTube首播。第三季于2018年1月27日在公雞牙齒Expo首播，同年2月3日在YouTube首播。
虽然公雞牙齒工作室未正式续订第四季，但2021年5月13日发布的预告片显示，RWBY Chibi将作为公雞牙齒工作室即将于5月27日首播的动画系列《Neon Konbini》的一部分继续播出。
《RWBY 冰雪帝國》
於2022年3月正式公佈的動畫企劃，由鈴木利正擔任導演，虛淵玄擔任動畫原案，沖方丁擔任係列構成與主編劇，huke擔任動畫角色原案，SHAFT擔任動畫製作。
漫畫版
作者為三輪士郎，由集英社的《Ultra Jump》2015年12月號至2017年3月號期間進行連載。單行本全1卷，於2017年5月19日發售（ISBN 978-4-08-890616-4）。英文翻译版发表在Viz Media的《周刊少年Jump》中，并于2016年10月31日面向全球观众发行。
遊戲版
哔哩哔哩於2015年7月28日宣布獲得遊戲版改編權，于2019年12月31日正式停止运营。
官方遊戲《RWBY 戮兽之蚀》於2016年7月5日在steam上架。
相關合作
遊戲《克魯賽德戰記》中與RWBY的合作
遊戲《蒼翼默示錄：交叉組隊戰》中與RWBY的合作